# Bulbophyllum triflorum
Bulbophyllum triflorum é uma espécie de orquídea (família Orchidaceae) pertencente ao gênero Bulbophyllum. Foi descrita por Jacob Gijsbert Samuel van Breda, Carl Ludwig Blume em 1828.